# Yuncheng, Yuncheng
Yuncheng (kinesiska: 云城) är ett stadsdelsdistrikt i sydöstra Kina. Det ligger i stadsdistriktet Yuncheng i staden Yunfu i provinsen Guangdong, omkring 130 kilometer väster om provinshuvudstaden Guangzhou. Antalet invånare är 164 967. Befolkningen består av 78 656 kvinnor och 86 311 män. Barn under 15 år utgör 16,0 %, vuxna 15-64 år 77 %, och äldre över 65 år 6,0 %.